# SPATiF Łódź

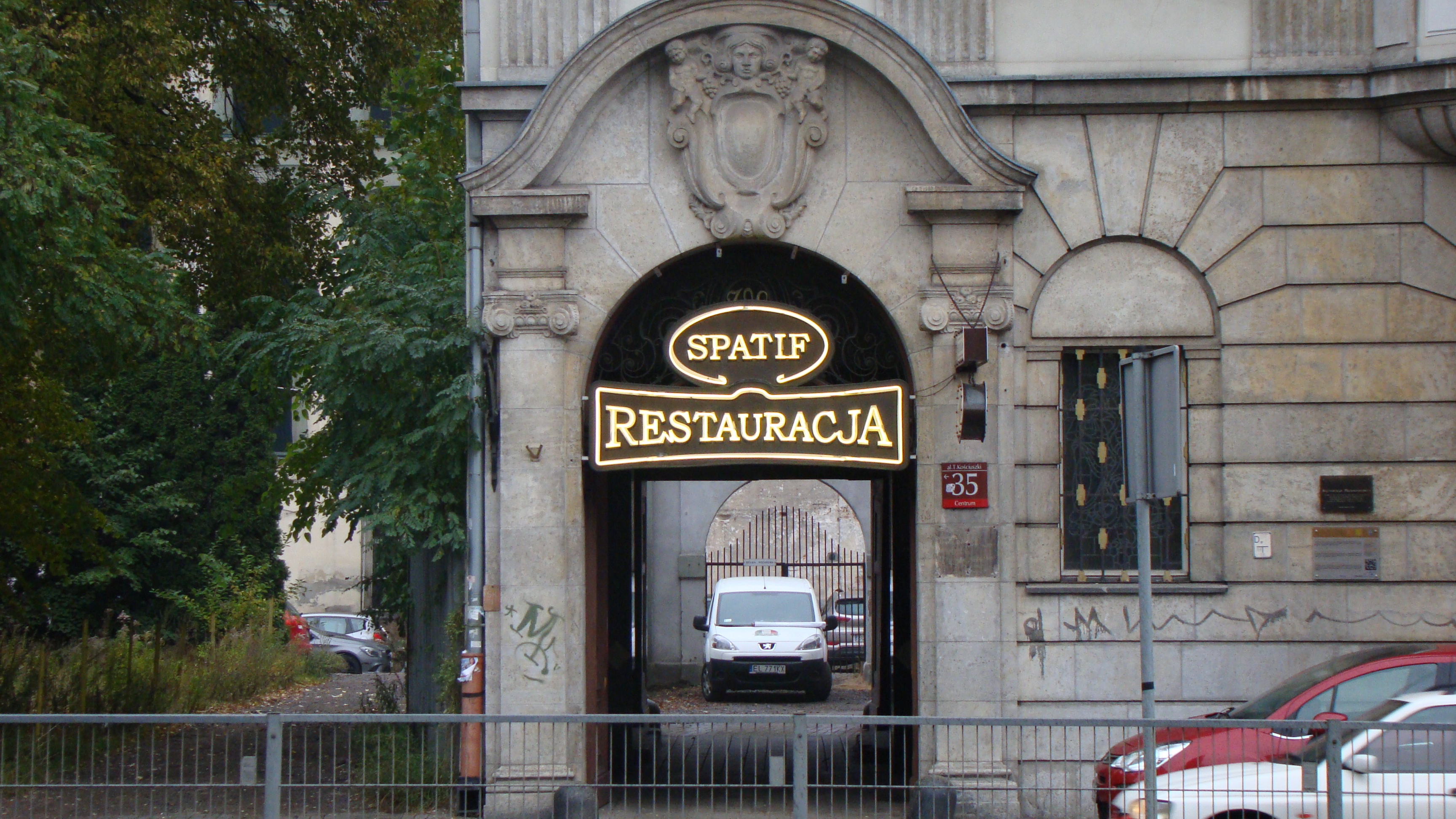
Wejście do SPATiF-u

SPATiF Łódź  – restauracja-klub Stowarzyszenia Polskich Artystów Teatru i Filmu w Łodzi od powstania w 1956 roku mieściła się w zabytkowych wnętrzach pałacu Wilhelma Lürkensa w Łodzi przy ulicy Aleje Kościuszki 33/35.  Było to elitarne miejsce spotkań łódzkiej bohemy.
Do „SPATiF”-u przychodzili znani reżyserzy i aktorzy, zwykle po zdjęciach w Łódzkiej Wytwórni Filmów Fabularnych lub po spektaklu w teatrze, dziennikarze. Bywali tutaj m.in., aktorzy: Ludwik Benoit, Krzysztof Chamiec, Aleksander Fogiel, Janusz Gajos, Leon Niemczyk, Michał Szewczyk, reżyserzy Jerzy Hoffman, Andrzej Wajda, Andrzej Kondratiuk, dziennikarz Jerzy Wilmański, oraz studenci Szkoły Filmowej i Wyższej Szkoły Sztuk Plastycznych.
Swój artystyczny żywot zakończył w latach 90. XX w. wraz zamknięciem Wytwórni Filmów Fabularnych w Łodzi. Na początku lat 90. próbował go reaktywować Andrzej Pawelec, łódzki biznesmen i działacz sportowy, ale bez sukcesu.
Jako lokacja filmowa zabytkowe wnętrza restauracji zadebiutowały w 1959 roku, kiedy kręcono w niej “Awanturę o Basię” w reżyserii Marii Kaniewskiej. W latach 60. budynek zagrał w “Stawce większej niż życie”, w trzecim odcinku “Ściśle tajne” w reżyserii Janusza Morgensterna odbywa się tu bal u kreisleitera radomskiego NSDAP. Tutaj Kloss (Stanisław Mikulski) poznaje inżyniera Reila, jego podwładnego Puschkego oraz Rioletto - specjalistę z dziedziny wiedzy okultystycznej granego przez Leona Niemczyka. W serialu biograficznym Osieckiej z 2020 roku SPATiF zagrał - zgodnie ze swoją ówczesną funkcją - miejsce spotkań inteligencji i bohemy artystycznej, do której w latach 50. i 60. XX w.  należała tytułowa bohaterka, wówczas studentka Szkoły Filmowej w Łodzi. Wnętrza lokalu możemy zobaczyć na ekranie kilkukrotnie.
„SPATiF” opisał w swoich wspomnieniach „W starym SPATiFie” Jerzy Wilmański, łódzki pisarz i dziennikarz.
Łódzki SPATiF był jednym z trzech w kraju klubów prowadzonych przez artystów. Pozostałe mieściły się w Warszawie w Alejach Ujazdowskich 45 i Sopocie przy ul. Bohaterów Monte Cassino 54. Restauracja nie miała wyszukanego menu, przychodziło się tu raczej pić niż jeść, a przede wszystkim na spotkania. Lata świetności lokalu przypadły na lata 60. i 70. XX w..